# سیواجی: رئیس
سیواجی: رئیس (به انگلیسی: Sivaji: The Boss) فیلمی محصول سال ۲۰۰۷ و به کارگردانی اس شانکار است. در این فیلم بازیگرانی همچون راجینیکانت، شریا سارن، ویوک، سومان، کوچین هانیفا، نایانتارا، اس شانکار و کی. وی. آناند ایفای نقش کرده‌اند.